# Fernwanderweg Harz – Eichsfeld – Thüringer Wald
Der Fernwanderweg Harz – Eichsfeld – Thüringer Wald (auch Harz-Eichsfeld-Thüringer Wald Weg; abgekürzt: HET) ist ein Fernwanderweg, der durch Sachsen-Anhalt, Niedersachsen und Thüringen führt.

## Details
Die offizielle Länge des Wanderwegs beträgt 188 Kilometer, als tatsächliche Länge wurden 202 Kilometer ermittelt. Der Wanderweg ist markiert mit einem blauen Dreieck auf weißem Spiegel.
Der Wanderweg beginnt in Thale (Landkreis Harz) und läuft von dort entlang der Bode Richtung Westen bis zur Talsperre Wendefurth. Von dort führt der Weg über die Rappbodetalsperre weiter entlang der Bode über Treseburg und Altenbrak bis zur Vereinigung von Warmer und Kalter Bode unterhalb von Königshütte. Weiter im Tal der Kalten Bode führt der Weg hinein in den Nationalpark Harz. Dabei werden die Ortschaften Elend und Schierke durch- und nachfolgend am Dreieckigen Pfahl die Landesgrenze zu Niedersachsen überquert. Dort führt der Weg durch die Wälder des Nationalparks über Oderbrück und am Oderteich vorbei Richtung Südwesten aus dem Nationalpark heraus nach St. Andreasberg. Von dort geht es weiter nach Südwesten bis zur Oder und ein kurzes Stück an ihr entlang nach Bad Lauterberg. Nachfolgend erreicht der Weg Thüringen und das Eichsfeld. Hier geht es über offenere Landschaft und einige Dörfer, vorbei unter anderem am ehemaligen Kaliwerk Bischofferode, an Worbis und in Lengenfeld unterm Stein unter dem Lengenfelder Viadukt hindurch. Dabei führt der Weg auch hinauf zur Burg Gleichenstein auf dem 459,7 m hohen Schloßberg. Weiter nach Süden erreicht der Weg den Wartburgkreis. Hier verläuft die Wegführung an der Burg Normannstein vorbei und dann zwischen Treffurt, Falken und Frankenroda größtenteils entlang der Werra und auf der Trasse des Werratal-Radweges. Südlich von Creuzburg führt der Fernweg noch durch das Naturschutzgebiet und Stiftsgut Wilhelmsglücksbrunn sowie den Ort Spichra entlang der Werra und endet schließlich an der Kirche im Eisenacher Stadtteil Hörschel, wo er auf den Rennsteig trifft und damit den Thüringer Wald erreicht.

## Etappen
Die Gesamtstrecke ist in acht Teilabschnitte unterteilt:
- Thale – Wendefurth: 18,0 Kilometer
- Wendefurth – Schierke: 28,2 Kilometer
- Schierke – St. Andreasberg: 21,0 Kilometer
- St. Andreasberg – Bad Lauterberg: 19,7 Kilometer
- Bad Lauterberg – Worbis: 34,2 Kilometer
- Worbis – Burg Gleichenstein (Martinfeld): 23,4 Kilometer
- Burg Gleichenstein (Martinfeld) – Treffurt: 31,3 Kilometer
- Treffurt – Hörschel: 26,3 Kilometer

## Galerie

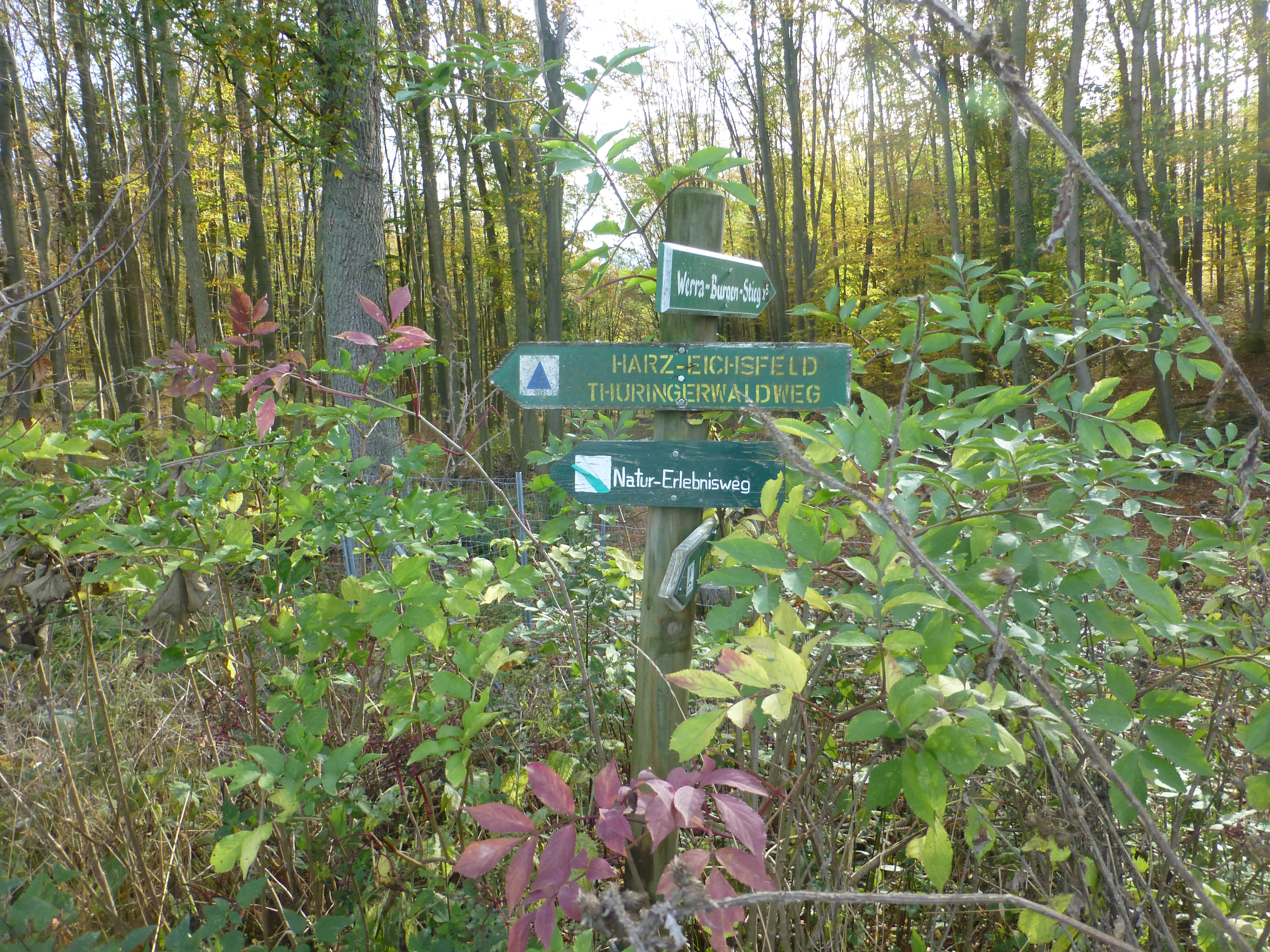
Wegmarkierung
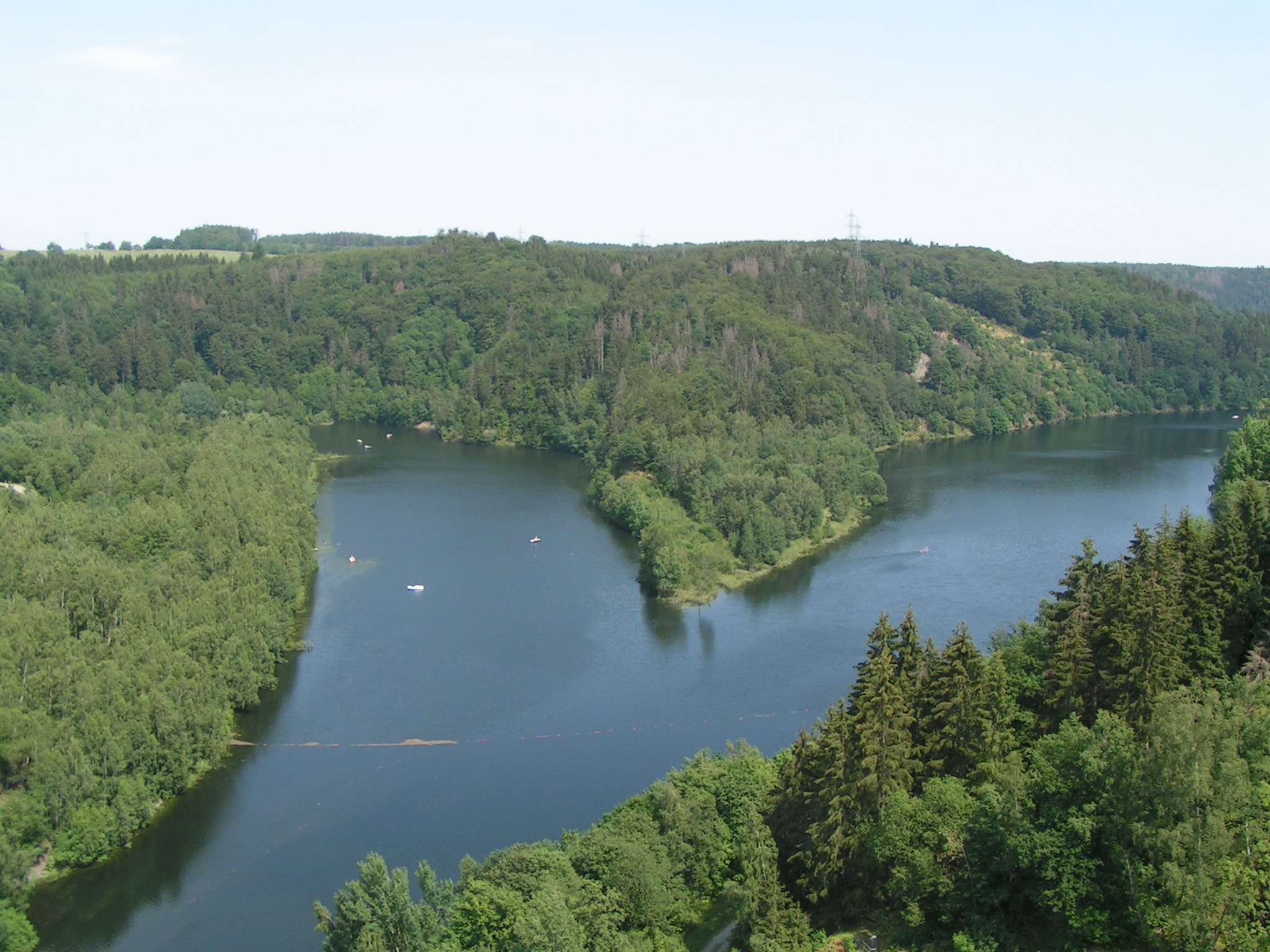
Blick von Staumauer der Rappbode-Talsperre
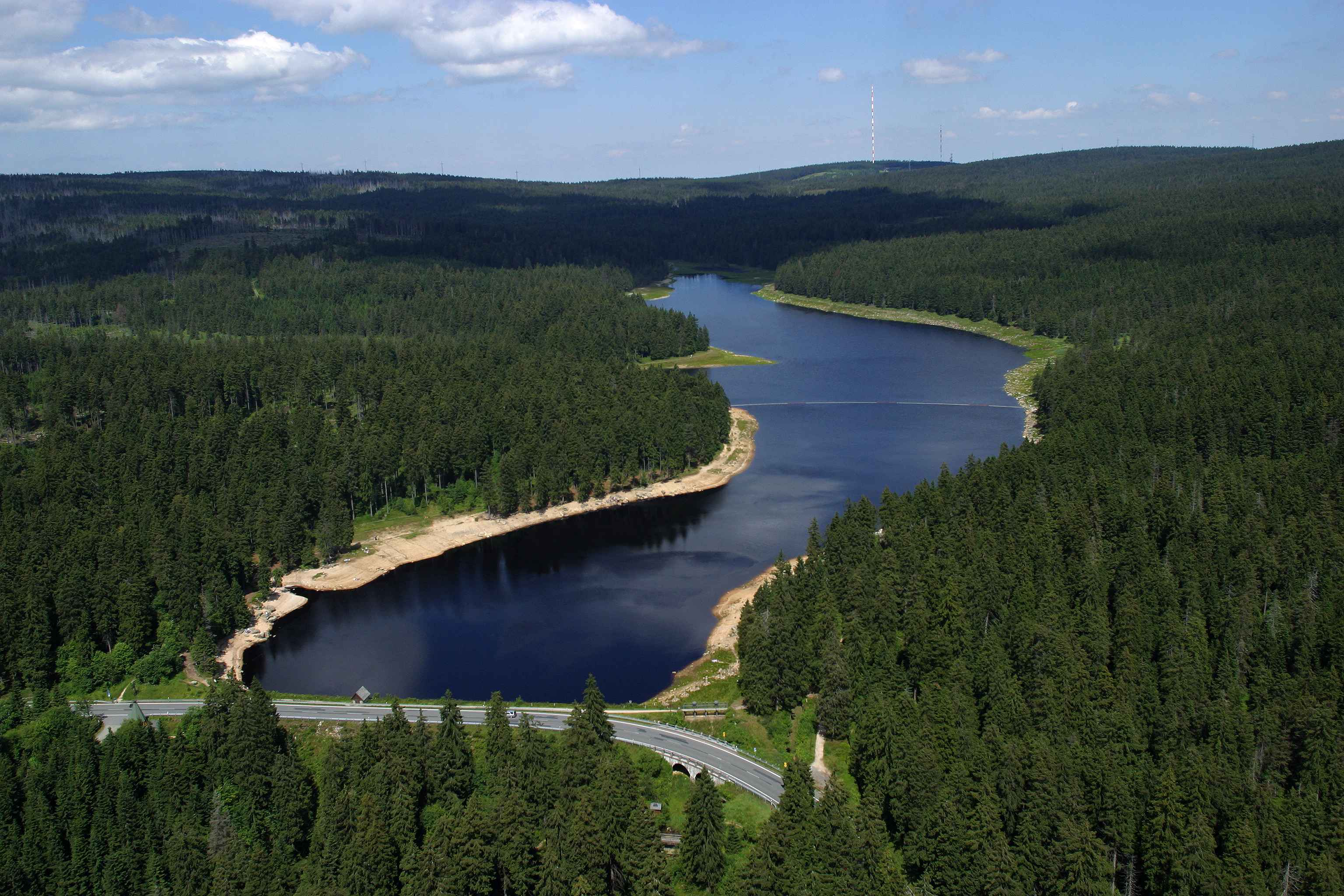
Oderteich
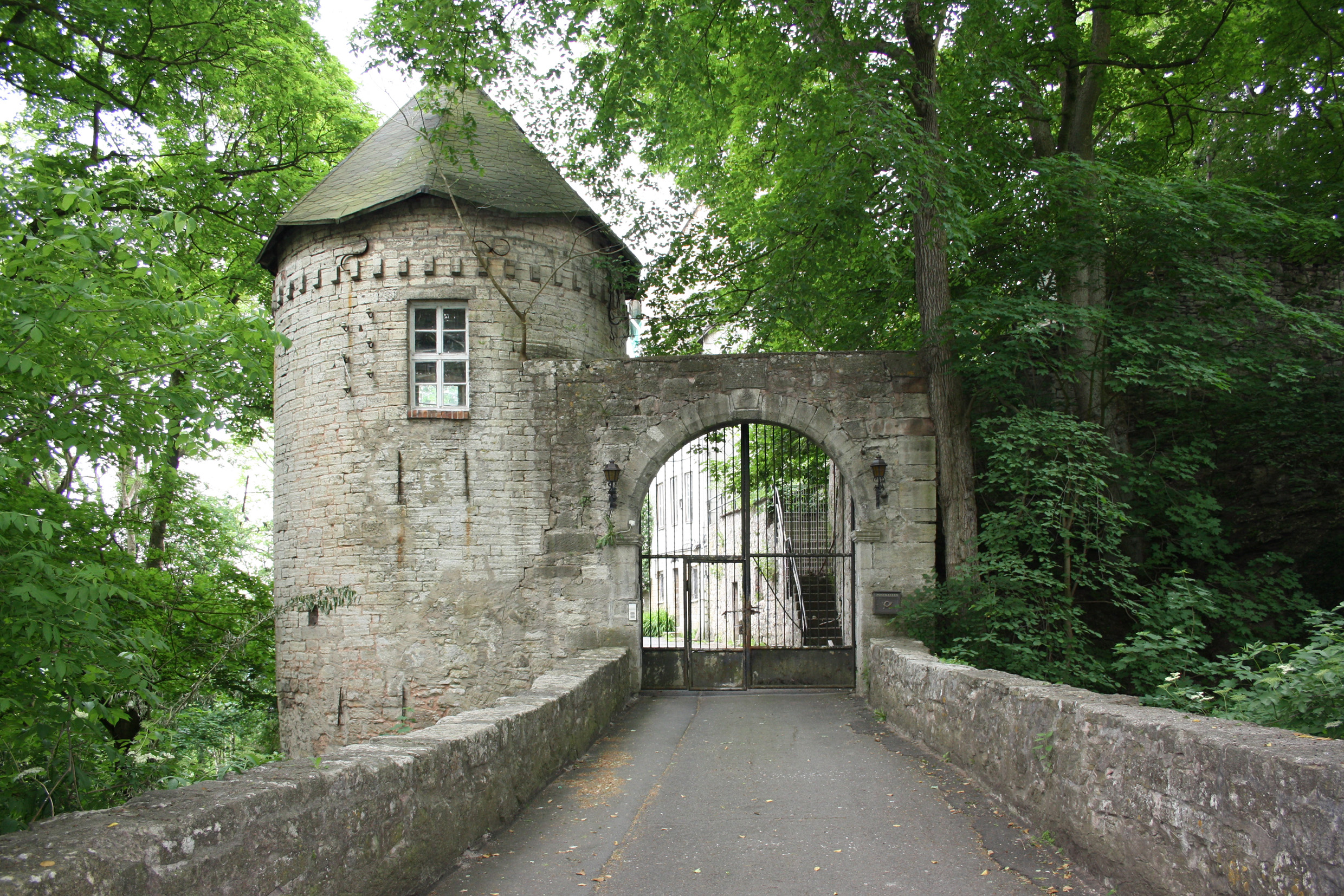
Burg Gleichenstein
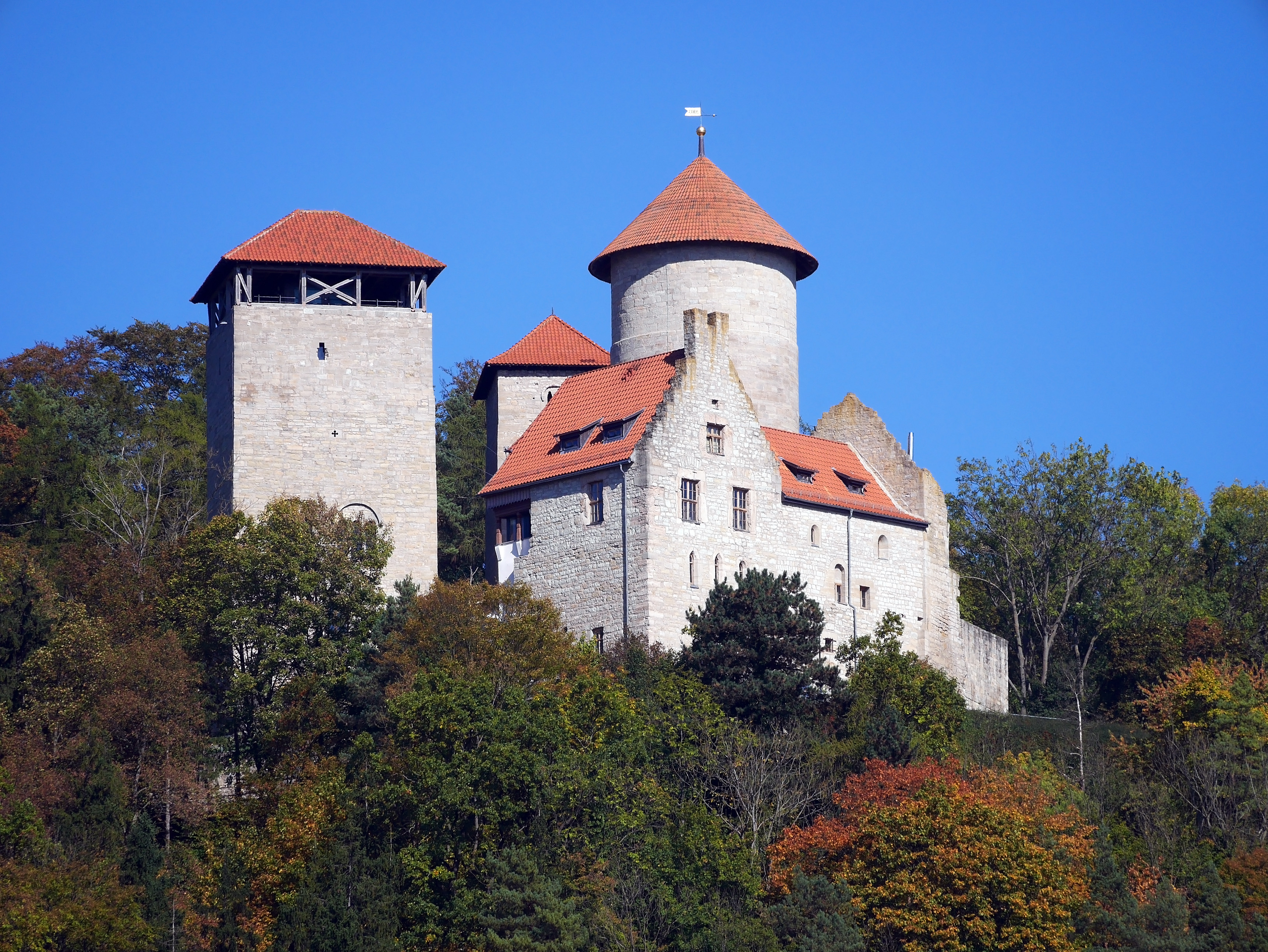
Burg Normannstein von Treffurt aus
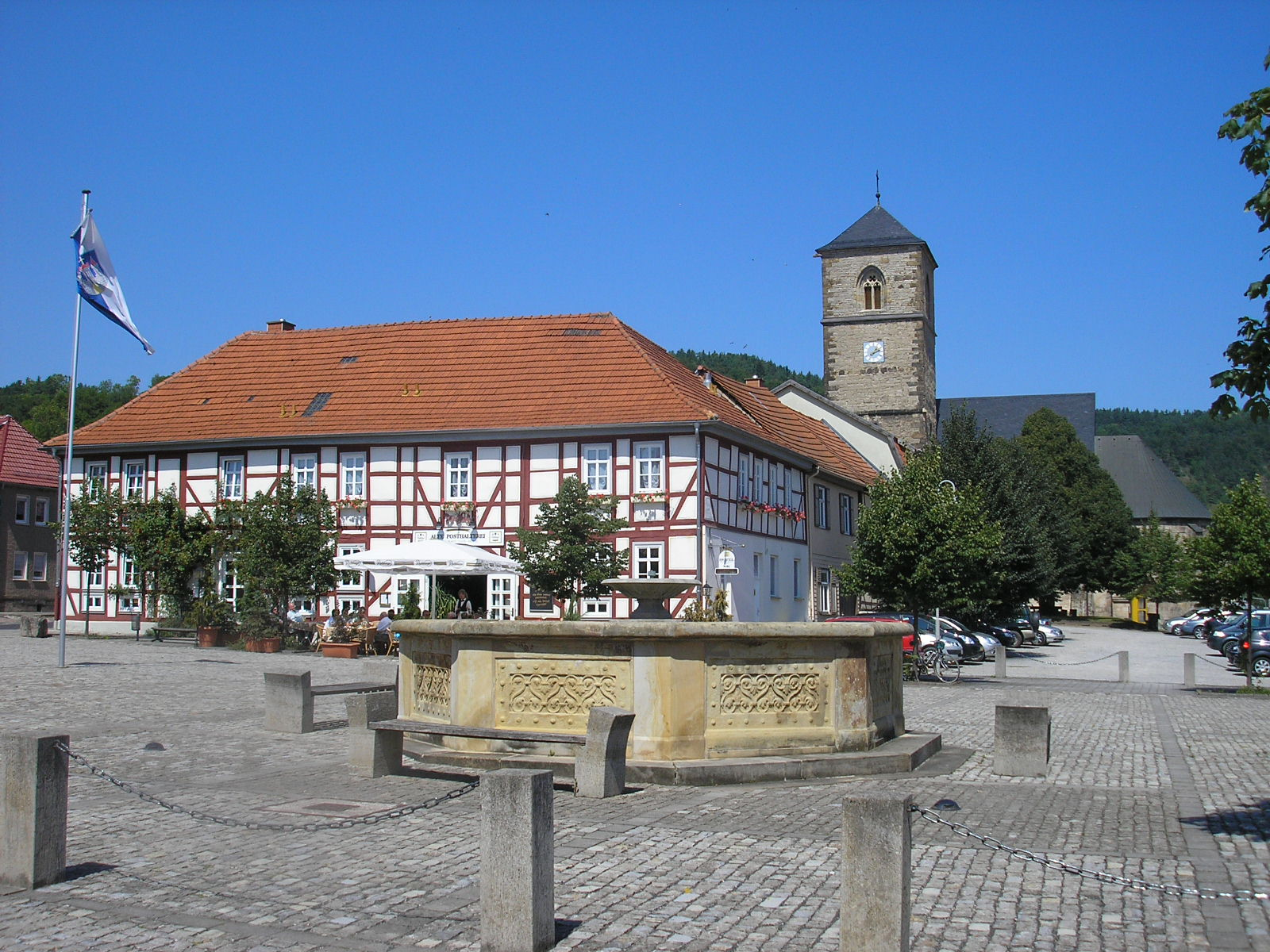
Marktplatz in Creuzburg
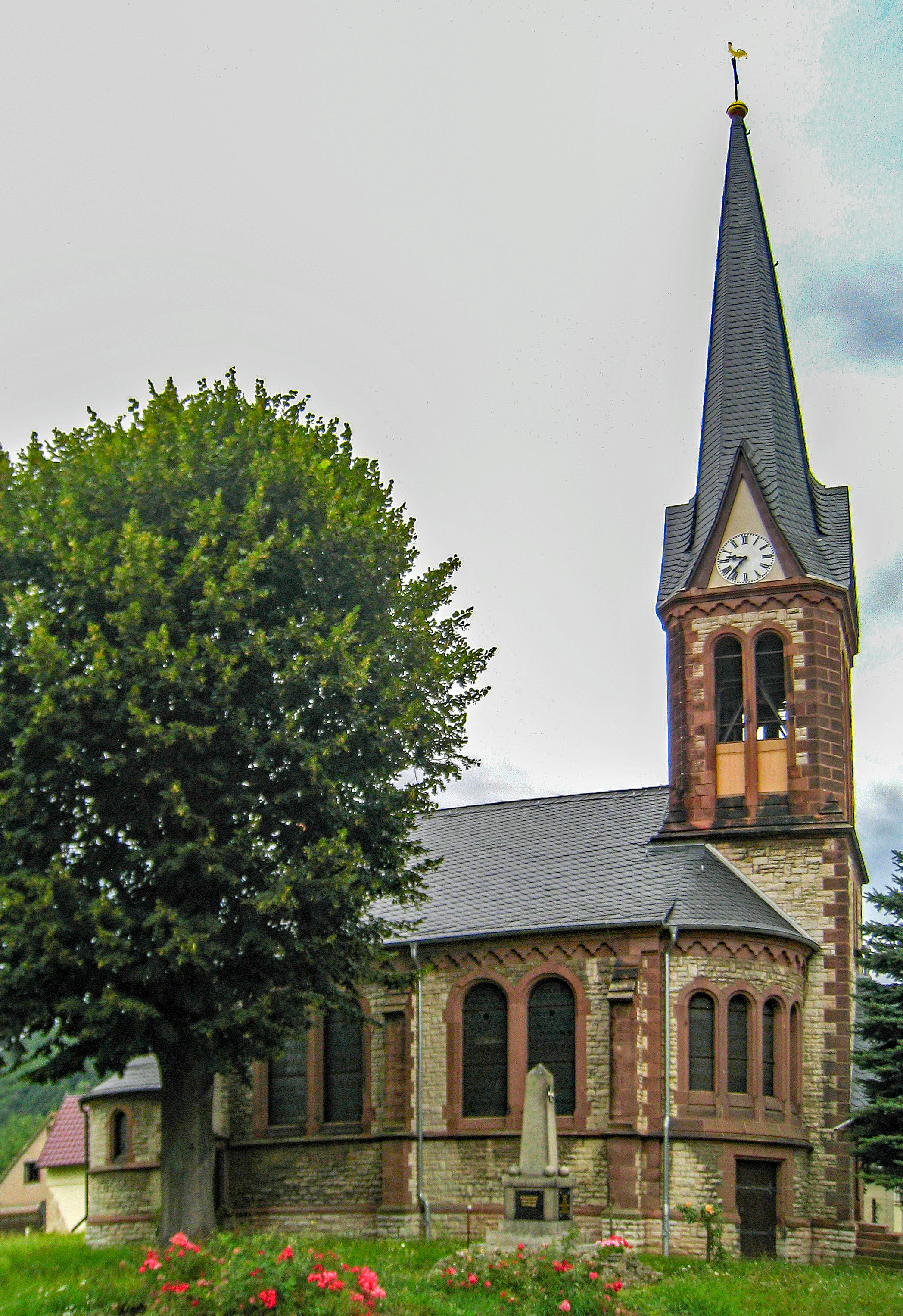
Kirche Hörschel